# Roger Grenier

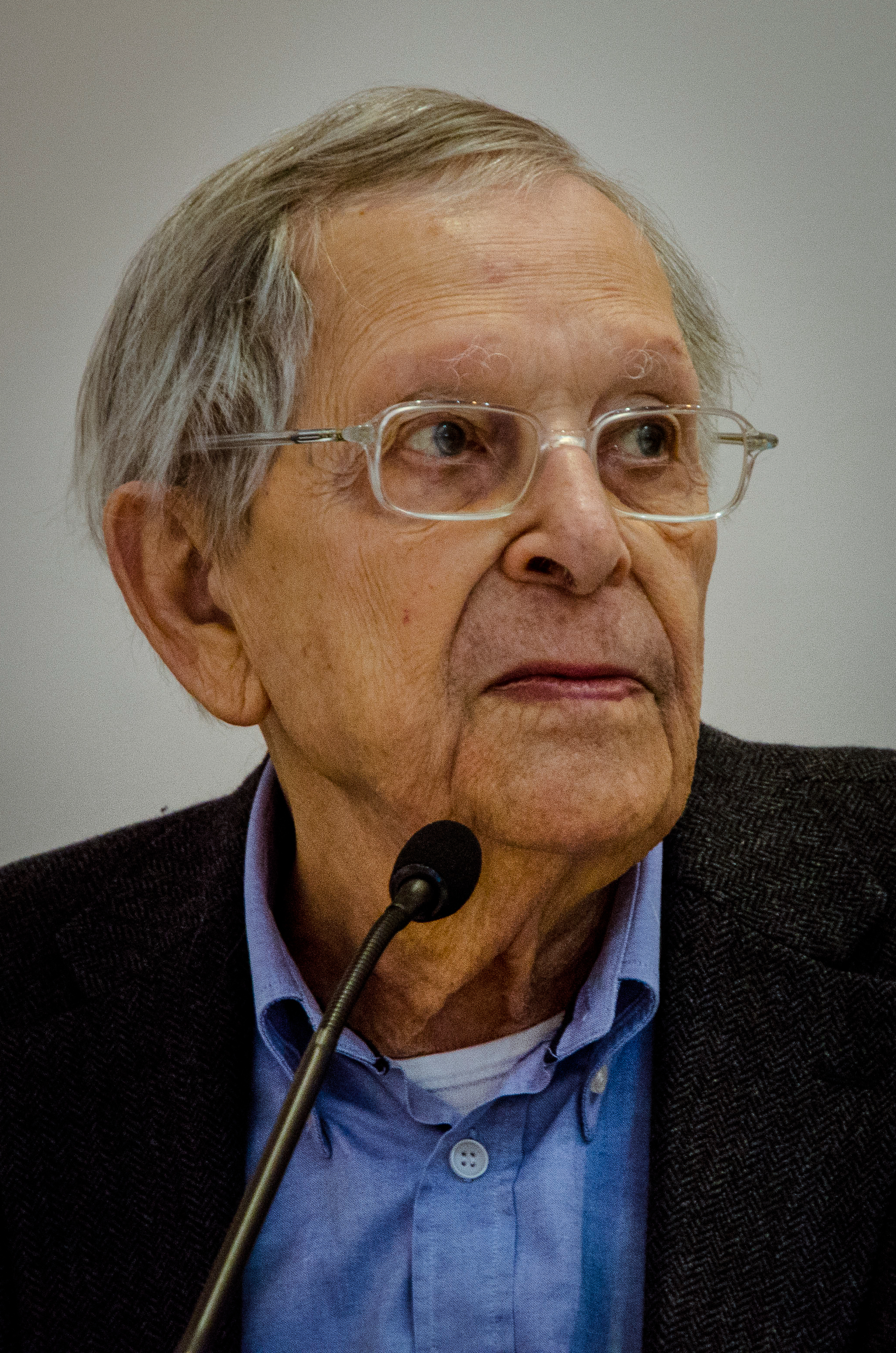
Roger Grenier

Roger Grenier (Caen, 19 september 1919 – Parijs, 8 november 2017) was een Frans schrijver. 

## Biografie
Grenier was actief in het verzet tijdens de Tweede Wereldoorlog in de organisatie Combat, net zoals Albert Camus. In 1945 debuteerde hij als schrijver met het essay Le rôle d'accussé. In 1964 werd hij lector van de uitgeverij Gallimard. In 1972 won hij de Prix Femina.

## Werk (selectie)
Grenier schreef in een traditionele stijl met bijtende humor.
- Les embuscades (1958, roman)
- La voie romaine (1960, roman)
- Le silence (1962, bundeling van novellen)
- Le palais d'hiver (1965, roman)
- Une maison Place des Fêtes (1972, bundeling van novellen)
- Ciné-roman (1972, roman)